# Écologie politique en France
Pour un article plus général, voir Écologie politique.

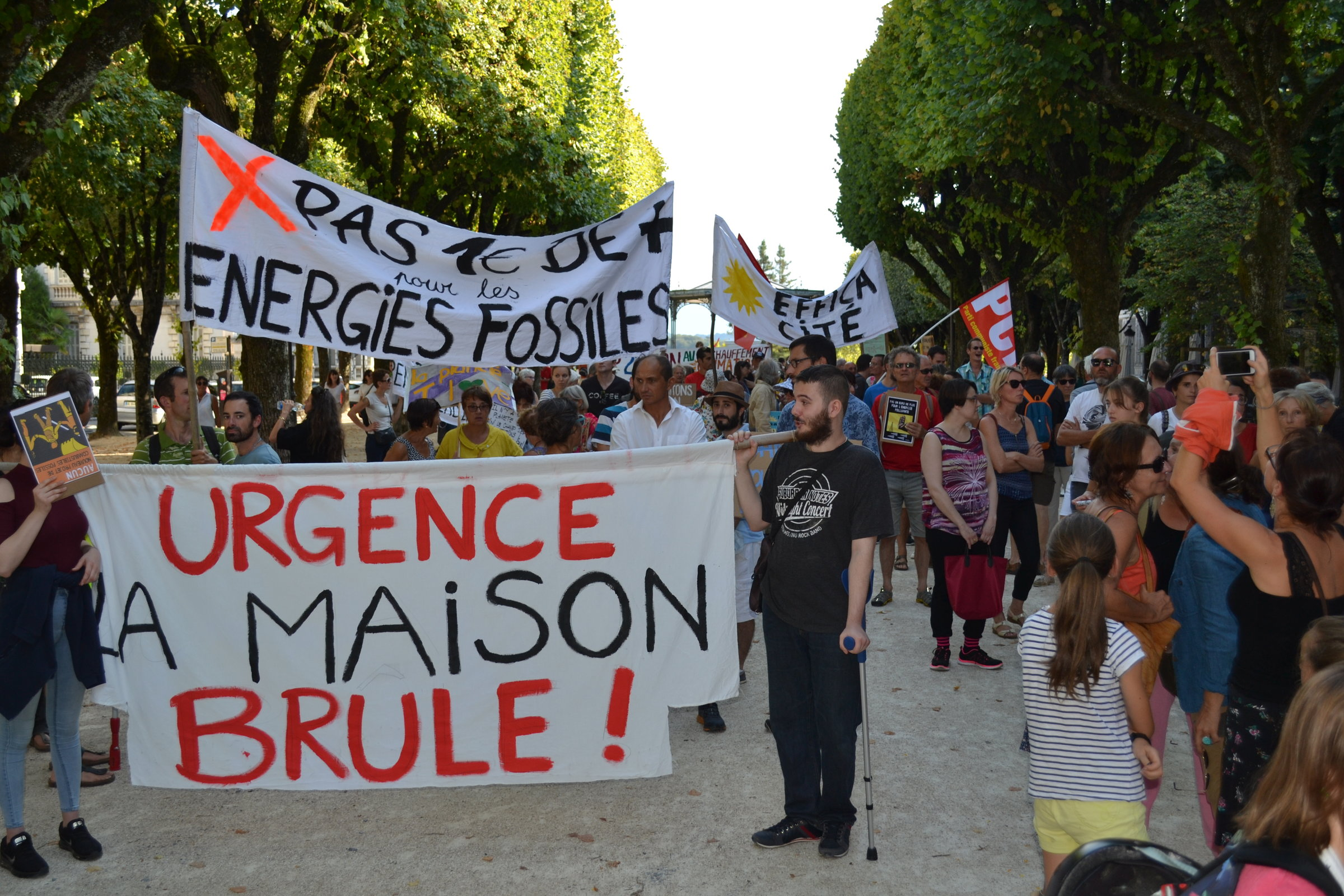
Banderole faisant référence à « Notre maison brûle et nous regardons ailleurs » dans une marche pour le climat à Pau (2018).

L'écologie politique en France se manifeste depuis le début des années 1970. Longtemps associée à la gauche alternative, elle obtient des scores faibles aux élections. Elle est éclatée en plusieurs courants et partis. À partir des années 2000, l'écologie est un sujet qui intéresse de façon croissante les partis politiques, à gauche comme à droite, et le mouvement écologiste devient une force politique importante.

## Historique

### Années 1970 à 2000
L'écologie politique naît en France au début des années 1970 dans le sillage de Mai 68. Il voit la rencontre de deux milieux : les amoureux de la nature, portant une vision plus apolitique de l'écologie, et une nébuleuse issue du mouvement de Mai 68, face à l'essoufflement du mouvement et au déclin de l'utopie communiste.
Il commence à se structurer autour du mouvement antinucléaire, avec les premières manifestations contre la centrale nucléaire du Bugey, ainsi que de la lutte du Larzac.
L'élection présidentielle française de 1974 est la première élection nationale où les écologistes décident de présenter un candidat, René Dumont, lequel obtient 1,32 % des voix. Dans la foulée est créé le Mouvement écologique, fédération rassemblant les différentes associations écologistes, dont l'unité est brisée l'année suivante avec le départ des Amis de la terre.
Pendant la décennie suivante, les écologistes se méfient de la politique et hésitent entre rester indépendants et s'allier à la gauche. Leurs scores restent faibles. Le parti Les Verts est finalement créé en 1984, mais comporte plusieurs textes fondateurs et manque d'une structure fonctionnelle. En 1977, ils obtiennent à certaines élections municipales 10 % des voix, comme à Paris, voire davantage. Lors des élections européennes de 1979 (les premières au suffrage universel direct), la liste « Europe Écologie » rassemble 4,39 % des voix, peu en dessous du seuil de 5 % des voix nécessaire pour obtenir des eurodéputés.
Au début des années 1990, l'écologie est divisée en deux partis : Les Verts et Génération écologie. François Mitterrand soutient discrètement la création du deuxième afin de diviser les voix écologistes. Pour les élections législatives françaises de 1993 les deux partis parviennent cependant à s'allier, mais n'obtiennent aucun siège.
En 1994, Les Verts à une faible majorité décident de se positionner à " gauche " et de conclure des alliances électorales avec le Parti socialiste, et une bonne partie des fondateurs et des militants opposés à ce positionnement quittent Les Verts et certains fondent le Mouvement écologiste indépendant (MEI) et la Confédération des Ecologistes Indépendants (CEI). 1997 voit la victoire de la gauche plurielle.
À partir du deuxième mandat de Jacques Chirac, l'écologie s'impose comme un concept théorique à droite comme à gauche. Le discours « Notre maison brûle et nous regardons ailleurs » est prononcé en septembre 2002. La Charte de l'environnement est adoptée en 2005.
L'élection présidentielle française de 2007 voit les partis traditionnels s'engager sur la thématique écologique, avec le Pacte écologique proposé par Nicolas Hulot,.

### Depuis les années 2010
L'élection présidentielle de 2012 est un échec, la candidate du parti Eva Joly n'obtenant que 2,31 % des voix. Le score est certes supérieur à celui de Dominique Voynet à l'élection présidentielle de 2007, mais en deçà des ambitions affichées par le parti. La période allant des primaires du parti en 2011 à l'élection de 2012 est jalonnée de crises : la rivalité entre Eva Joly et le candidat favori Nicolas Hulot crée beaucoup de tensions, et une fois la victoire de la première acquise, le second ne la soutient pas officiellement (il avouera par la suite avoir voté pour le candidat Front de gauche Jean-Luc Mélenchon lors de l'élection présidentielle). D'autre part, la campagne présidentielle d'Eva Joly est critiquée autant par la presse, que par les écologistes eux-mêmes : on lui reproche son image cassante ou des prises de position contestables. Son porte-parole, Yannick Jadot démissionne, et Gabriel Cohn-Bendit appelle même à se désister dès le premier tour en faveur du candidat du PS François Hollande. Après les résultats du premier tour, Eva Joly appelle immédiatement à voter pour ce dernier. Pour sa part, Corinne Lepage, écologiste de centre-droit, n'obtient pas les 500 signatures pour se présenter à l'élection.
Si l'élection présidentielle a pu être vécue par les écologistes comme un « psychodrame », les mois de mai et juin 2012 vont jusqu'à faire dire à la secrétaire nationale d'EELV Cécile Duflot qu'il s'agit d'un « moment historique ». En effet, après les élections législatives, le parti dispose de 18 députés : il possède désormais pour la première fois de son histoire un groupe à l'Assemblée nationale, un au Sénat, en plus des 15 députés européens. Dans le gouvernement de Jean-Marc Ayrault, on compte deux ministres écologistes : Cécile Duflot, ministre de l'Égalité des territoires et du Logement et Pascal Canfin, ministre délégué au Développement. Néanmoins, si la progression des écologistes dans la vie politique française est réelle, elle est critiquée de plusieurs parts : certains mettent ainsi en avant son côté artificiel (les scores de la présidentielle et des législatives les plaçant en queue des peloton des partis, EELV ne devant ses élus que par les accords passés avec les socialistes), d'autres soulignent une indépendance en trompe-l'œil (le PS disposant de la majorité absolue à l'Assemblée, le ministre PS Alain Vidalies déclarant notamment que les écologistes ont « la liberté d'expression » mais « pas la liberté de vote ») alors que d'autres au sein-même du parti critiquent l'« arrivisme » de certains dirigeants du mouvement et la chute inexorable du nombre d'adhérents.
En 2013, plusieurs personnalités écologistes, appartenant à l'UDI ou au MoDem ou issues d'EELV, appellent à « un rassemblement écologique au centre » au moment où se constitue « l'Alternative », une alliance conclue entre le MoDem et l'UDI. Cette dernière fédération de parti, dirigée par Jean-Louis Borloo, ministre qui a organisé le Grenelle de l'environnement, est notamment rejointe par d'anciens membres de Cap21 qui ont fondé la Nouvelle écologie démocrate.
L'intensité des batailles concernant les projets d'aéroport à Notre-Dame-des-Landes et de barrage à Sivens relatives à l'incidence environnementale de ces travaux amène certains auteurs à déplorer une évolution de l'écologie politique en France du macro vers le micro. Ainsi, Éric Le Boucher dénonce-t-il une restriction du domaine de la lutte qu'il résume par cette sentence : « Avant, les écologistes défendaient la planète, maintenant, ils s’occupent des batraciens. ». De la même façon, Xavier Théry reproche aux responsables écologistes de sacrifier les grandes questions planétaires de long terme à des combats locaux.
Sur l'échiquier politique, tandis que l'écologie est dans l'esprit commun l'apanage des mouvements de gauche depuis les années 1960, la droite manifeste à partir des années 2010 une volonté de s'approprier les thèmes de la protection de l'environnement sous un angle libéral-conservateur, tourné vers la ruralité, la confiance dans le progrès technologique et le protectionnisme en matière économique et agricole. Plusieurs initiatives politiquement orientées à droite ou au centre-droit émergent ainsi, notamment autour de cercles de réflexion plus ou moins proches des Républicains : Jean Leonetti, président par intérim du principal parti de droite en 2019, exprime la nécessité pour la droite de bâtir un véritable programme écologique et souhaite que la France soit "à la pointe de ce combat". Fin 2019, un think tank intitulé Ecologie Responsable est lancé par une équipe de jeunes entrepreneurs et militants, parrainé par plus d'une vingtaine d'élus et de responsables de droite dont l'ancien président de l'Assemblée Nationale Bernard Accoyer et le président de la région PACA Renaud Muselier.  
À la fin des années 2010 et au début des années 2020, l'écologie est un thème partagé par de nombreux partis politiques. La décroissance est alors ce qui sépare Europe Écologie Les Verts des autres principaux partis.

## Synthèse des résultats électoraux

### Aux élections présidentielles
| Election | Premier tour | Premier tour | Candidat(s)                              | Commentaires                                              |
| Election | Voix         | %            | Candidat(s)                              | Commentaires                                              |
| -------- | ------------ | ------------ | ---------------------------------------- | --------------------------------------------------------- |
| 1974     | 337 800      | 1,32         | René Dumont                              |                                                           |
| 1981     | 1 126 254    | 3,88         | Brice Lalonde (MEP)                      |                                                           |
| 1988     | 1 149 642    | 3,78         | Antoine Waechter (LV)                    |                                                           |
| 1995     | 1 010 681    | 3,32         | Dominique Voynet (LV)                    |                                                           |
| 2002     | 2 031 561    | 7,13         | Noël Mamère (LV), Corinne Lepage (Cap21) |                                                           |
| 2007     | 576 666      | 1,57         | Dominique Voynet (LV)                    |                                                           |
| 2012     | 828 345      | 2,31         | Eva Joly (EELV)                          |                                                           |
| 2017     | -            | -            | -                                        | EELV soutient Benoît Hamon et ne présente pas de candidat |
| 2022     | 1 627 853    | 4,63         | Yannick Jadot (EELV)                     |                                                           |

Pour des raisons techniques, il est temporairement impossible d'afficher le graphique qui aurait dû être présenté ici.

## Partis et courants écologistes en France

### Liste
Sont listés ici les partis ayant ou ayant eu des élus ou la capacité de présenter des candidats aux élections de manière régulière.
- Les Ecologistes (appelés Europe Ecologie Les Verts - EELV ou EÉLV - jusqu'en 2023), principal parti écologiste français lancé en 2010 pour renouveler le parti Les Verts. Sa secrétaire nationale est depuis 2022 Marine Tondelier. La formation fait partie du Pôle écologiste en vue de la présidentielle de 2022.
- Ensemble !, dont plusieurs organisations fondatrices et leurs membres avaient pour ligne politique de faire passerelle entre la gauche de la fin du XXe siècle et l'écologie politique (comme la FASE ou Les Alternatifs), créé en 2013 et dont la porte parole la plus connue est Clémentine Autain ; en lien étroit avec La France insoumise.
- Génération écologie (GE ou GÉ), créé en 1990 et présidé depuis 2018 par Delphine Batho. La formation fait partie du Pôle écologiste.
- Cap écologie (CE ou CÉ), fondé en 2021 et présidé par Corinne Lepage et Jean-Marc Governatori. Issue d'une fusion de Cap21 et de l'Alliance écologiste indépendante, la formation fait partie du Pôle écologiste.
- Mouvement écologiste indépendant (MEI), fondé en 1994 par Antoine Waechter.
- Mouvement hommes animaux nature (MHAN), créé en 1996 présidé par Jacques Leboucher.
- Parti animaliste (PA), créé en 2016.
- Le Trèfle - Les nouveaux écologistes (LT-NEHNA), parti créé en 1993 par Bernard Manovelli et présidé après 1995 par Albert Lapeyre jusqu'à son récent décès, ce parti est inactif au niveau national depuis 2012. Parti énigmatique et discret, Le Trèfle à toujours fait partie, depuis 1993, du "TOP 14" des seuls partis admis à bénéficier de l'aide publique (sur plus de 550 partis politiques déclarés en France.)  Ils ont compté jusqu'à 19 parlementaires de complaisance, dont Jérôme Rivière et Jean-Louis Borloo. Surpris par la dissolution, ils n'ont pas présenté de candidats en 2024. Les Nouveaux Ecologistes du Trèfle se sont fondus en novembre 2024 dans la structure nationale intitulée  "La France Naturellement". Trois partis politiques: Les Universalistes, Les Nouveaux Ecologistes du Trèfle, France Écologie, ont annoncé, la création d'une plate-forme commune. "La France Naturellement"  entend structurer une écologie à droite.
- Parti pour la décroissance (PPLD), fondé en 2006 par Vincent Cheynet.
- Génération.s, fondé en 2017 sous le nom « Mouvement du 1er juillet » (M1717) par Benoît Hamon. La coordination nationale du parti est assurée par Ali Rabeh et Hella Kribi-Romdhane depuis le 28 février 2024[16]. La formation fait partie du Pôle écologiste, lui-même intégré à la Nouvelle union populaire écologique et sociale (NUPES), puis au Nouveau Front populaire (NFP).
- Mouvement des progressistes, fondé en 2009 sous le nom « Mouvement unitaire progressiste » par Robert Hue, représenté ensuite par Sébastien Nadot et dont le secrétaire national est depuis 2017 François Béchieau. Il fait partie du Pôle écologiste.
- Union des centristes et des écologistes fondé en 2020 par le conseiller régional Sud Christophe Madrolle.
- En commun (abrégé en EC) est un parti politique français écologiste créé en avril 2020 autour de Barbara Pompili, d'Hugues Renson et de Jacques Maire, députés du groupe La République en marche. Il s'inscrit dans la majorité présidentielle d'Emmanuel Macron.

### Pour une réconciliation entre l'homme et la nature

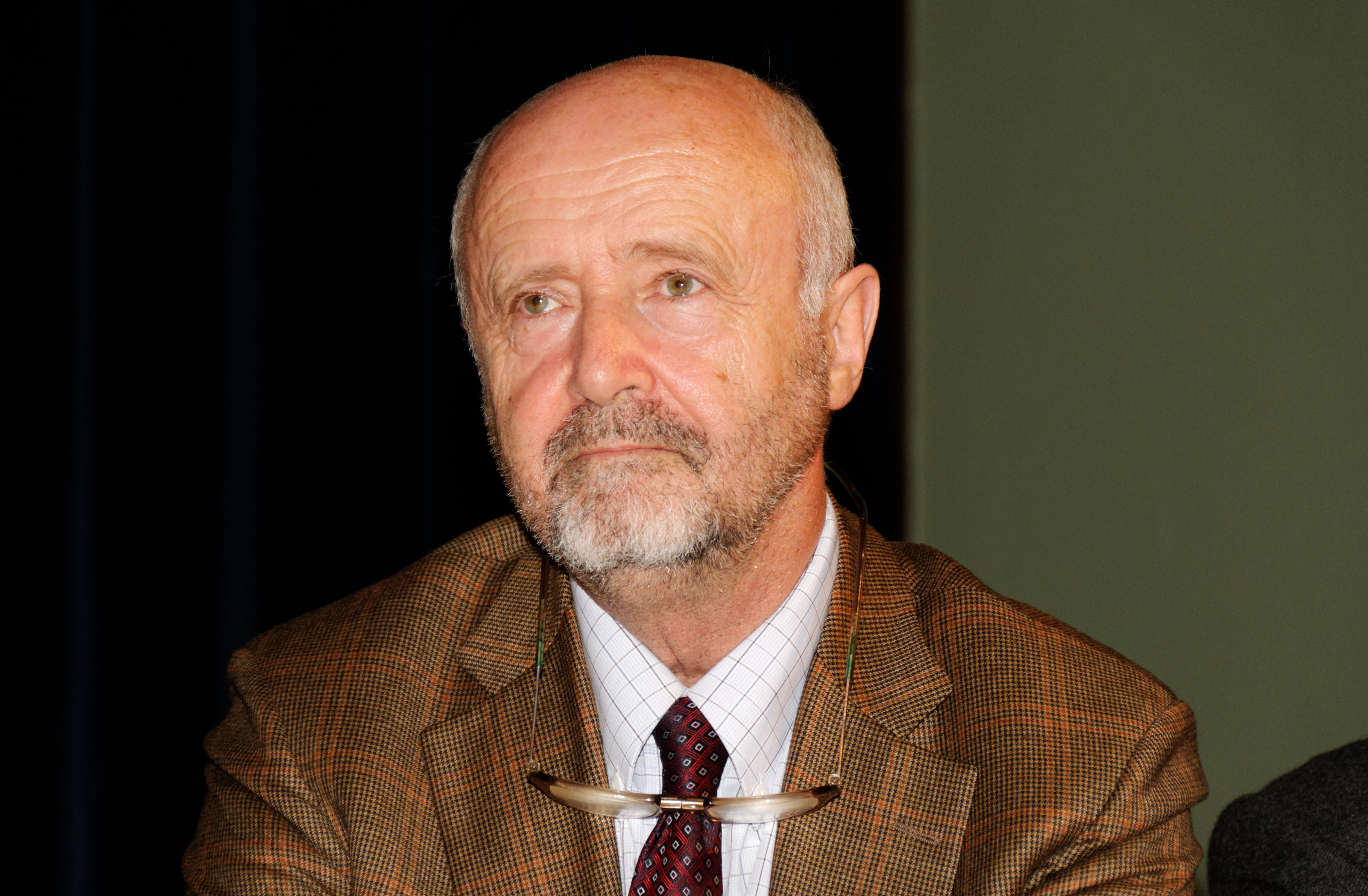
Brice Lalonde.

Ces mouvements privilégient les droits des minorités, envisagent une cohabitation harmonieuse entre homme et nature et peuvent trouver leur place à différentes places de l'échiquier politique. Dans les années 1970, Brice Lalonde est le représentant le plus en vue de l'association Les Amis de la Terre. Il participe au Mouvement écologique, simple confédération d'associations. Il donne alors la priorité à la constitution de réseaux associatifs susceptibles d'avoir une action politique ponctuelle.
En 1981, face à Philippe Lebreton, il s'impose comme candidat unique des écologistes à l'élection présidentielle et obtient 3,88 % des voix. En parallèle, après l’organisation d’un colloque sur « la protection de l’environnement au quotidien » en octobre 1980, le programme de François Mitterrand accorde une place non négligeable aux questions environnementales ; la proposition 38 énonce notamment : « Le programme nucléaire sera limité aux centrales en cours de construction, en attendant que le pays, réellement informé, puisse se prononcer par référendum ».
Brice lalonde se retrouve marginalisé lors de la création des Verts, qui se veulent un véritable parti politique. Il créera son propre parti, Génération écologie, en 1990, mais continuera à évoluer politiquement : il soutient François Mitterrand en 1988, Jacques Chirac en 1995 et se rapproche d'Alain Madelin.
Aux élections régionales de 1992, Génération écologie de Brice Lalonde et Les Verts obtiennent respectivement 7,30 % et 7,37 % des suffrages exprimés au niveau national.

### Vers un parti écologiste indépendant, Les Verts

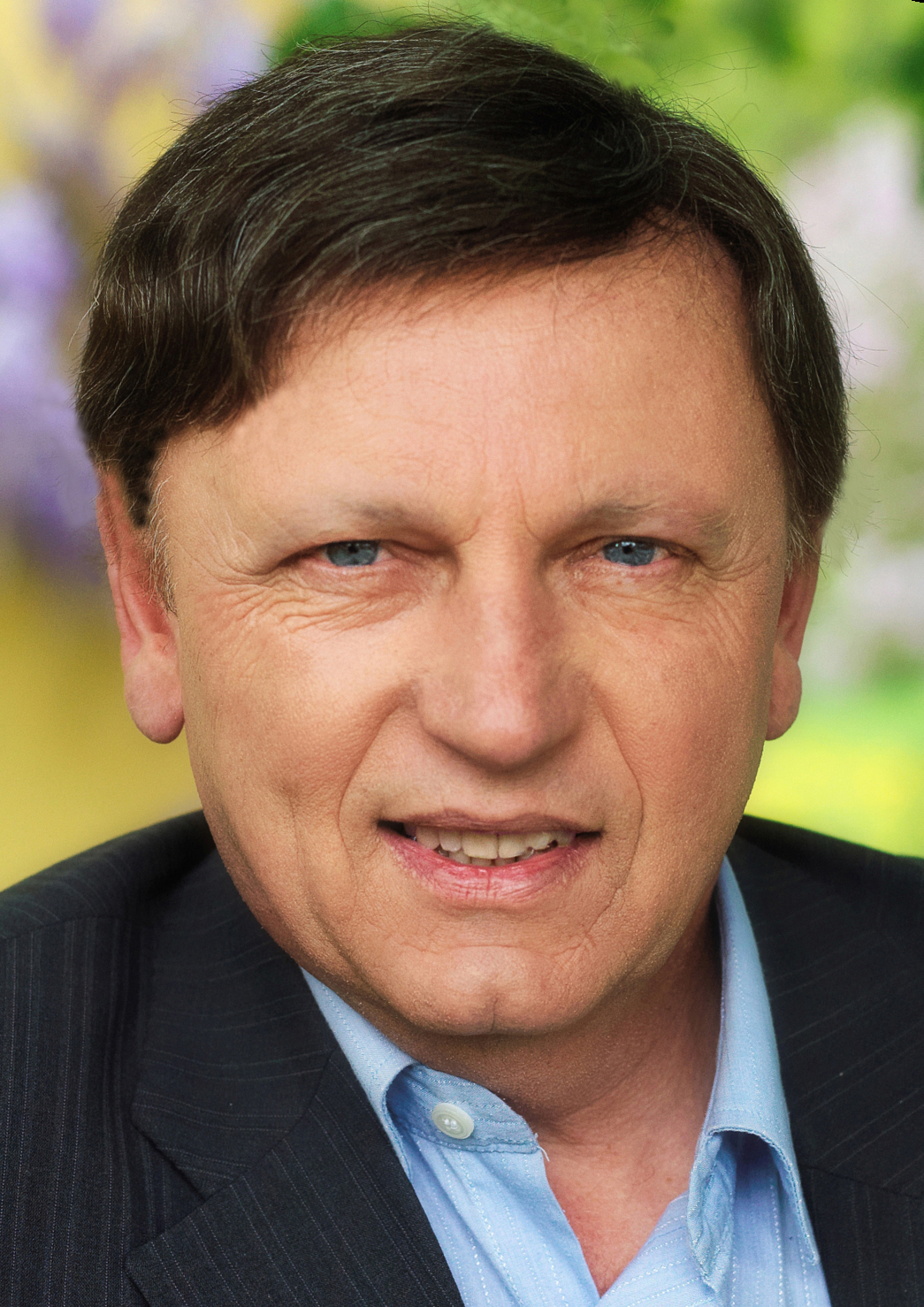
Antoine Waechter.

Dès le début des années 1970, de nombreux militants associatifs dont Antoine Waechter et Solange Fernex veulent inscrire l'action politique des écologistes dans le cadre d'un parti politique et créent en 1973 Écologie et survie, l'un des premiers partis politiques écologistes. Par la suite sont créés le Mouvement Ecologique puis le Mouvement d'écologie politique. Antoine Waechter est le principal porte-parole, comme représentant de la tendance " Ni droite, ni gauche" des Verts de 1986 à leur mise en minorité en 1994. Il crée alors le Mouvement écologiste indépendant (MEI) mais perd une grande partie de son influence sur la scène politique.
Malgré cette inscription dans le cadre d'un parti politique de type traditionnel, Waechter insiste de manière permanente sur l'originalité de la démarche écologique, qui s'oppose à tout ralliement d'ensemble à un bord politique ou à un autre : « l'écologie politique n'est pas à marier ».
Waechter adopte une position de type conservatrice face à la nature, qui doit être préservée dans son état originel autant que possible. Face à l'explosion démographique, à l'augmentation des mobilités et  à un développement non maîtrisé des techniques, il conviendrait de limiter l'emprise de l'homme sur la nature et de lutter contre une production illimitée de biens matériels et de richesses. Il préconise la sauvegarde de la diversité, non seulement des espèces, mais aussi des communautés et des cultures en soulignant l'attachement des hommes à leur territoire.

### Écologie ancrée à gauche
Le mouvement écologiste des années 1970 refuse originellement de se positionner sur l'axe gauche droite. Il ne s'agit pas d'une spécificité française, cette ligne était partagée par les Grünen allemands. Cependant, il apparaît une proximité avec la gauche, notamment en ce qui concerne les valeurs « progressistes ». Le productivisme marque la différence entre les écologistes et la gauche traditionnelle.
Au début les mouvements écologistes, qui aspiraient à une profonde remise en question de la société, ne se prononçaient pas pour la gauche ou la droite, toutes deux assez marquées par le productivisme et un certain conservatisme au niveau des questions environnementales. Jean Jacob repère dans un premier temps une opposition entre un « naturalisme subversif » qui se développe autour de Brice Lalonde et un « naturalisme conservateur » incarné par Antoine Waechter.
Dans les années 1980, les militants écologistes se considèrent souvent comme de gauche, mais différents de la gauche « institutionnelle », se revendiquant plutôt d'une gauche « alternative ». Ils se rapprochent du Parti socialiste unifié, avec lequel ils partagent plusieurs thèmes comme le rejet du productivisme, du nucléaire et de l'État fort, la diminution du temps de travail ou la décentralisation. C'est principalement sur le productivisme qu'échouent les projets d'alliance des écologistes avec le Parti socialiste.
À la suite des élections législatives françaises de 1986, décevantes pour les écologistes, les Verts hésitent à nouer une alliance électorale avec le Parti socialiste, mais cela n'aboutit pas. Le succès de la ligne d'Antoine Waechter conduit à refuser les alliances à la fin des années 1980.
En 1994, la proximité avec la gauche est acceptée à une faible majorité des adhérents des Verts, conduisant notamment à la participation à la gauche plurielle. À la suite d'un nouvel échec en 1993 , les Verts réalisent que le mode de scrutin nécessite une alliance.
Au début des années 1990, la tendance favorable à une alliance à gauche l'emporte chez Les Verts avec Dominique Voynet et Yves Cochet, notamment à la suite de l'adhésion de militants venus de l'extrême gauche ou du PSU, après que les Verts français aient obtenu plus de 10% des voix aux élections européennes de 1989 et permis la constitution d'un groupe parlementaire Vert au parlement européen. Après le départ d'Antoine Waechter, Dominique Voynet est choisie comme candidate à l'élection présidentielle de 1995 (3,32 % des voix). Elle accepte un poste  de ministre de l'Aménagement du territoire et de l'Environnement dans le gouvernement de Lionel Jospin.
En juin 1999, Daniel Cohn-Bendit, qui se revendiquera la même année libéral-libertaire, est tête de liste des Verts en France. La liste qu'il conduit obtient 9,72 % des voix (1 715 729 votes), second meilleur résultat des Verts français aux élections européennes après celui de la liste conduite par Antoine Waechter avec 10,6 % des voix (1 922 945 votes) en 1989.
Fortement ancré à gauche entre les années 1970 et les années 2010, le profil de l'électorat écologiste s’élargit progressivement. Hissé au 3e rang des partis politiques en France, lors des élections européennes de 2019 (13,47 % des suffrages), le mouvement vert a également été défini dans ce contexte, comme « parti préféré des jeunes », avec 28% des votes chez les 25-35 ans. Le mouvement politique aujourd’hui pluripartisan se distingue par la pensée de l'écologie ainsi que par une attitude généralement hostile aux clivages politiques traditionnels.
La droite française a plus de mal avec le mouvement écologique, en raison de ses soutiens à l'énergie nucléaire, aux chasseurs et aux agriculteurs. De plus, son soutien à la compétitivité et à l'activité économique pousse la droite à lutter contre les normes environnementales, défendues par les écologistes.
L'écologie d'extrême droite est originellement marginale et se retrouve chez les antimodernes défendant « l'ordre naturel ». À partir de la fin des années 2010, le Rassemblement national met en avant une politique écologique fondée sur le localisme,.

### Engagement de Nicolas Hulot

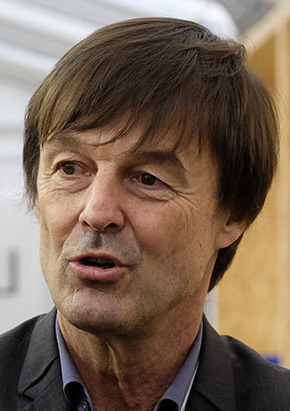
Nicolas Hulot.

Nicolas Hulot tente d'influencer les politiques de l'environnement par le contact direct avec les décideurs politiques, en demandant aux candidats à la présidentielle de répondre à une série de questions, notamment sur le dérèglement climatique. Sa démarche vise à faire pression sur les hommes et appareils politiques.

### Pôle écologiste
Le Pôle écologiste rassemble à sa création plusieurs partis et mouvements écologistes (EELV, G.s, GÉ, Cap21, l'AEI et le MDP). Il est lancé en août 2020 lors des « Journées d'été des écologistes ». Ce regroupement fait suite aux élections municipales de 2020, où plusieurs grandes villes sont remportées par des listes écologistes. Le Pôle écologiste a pour but de regrouper les écologistes en vue des régionales de 2021 et de la présidentielle de 2022.
En 2021, Cap21 de Corinne Lepage et l’AEI de Jean-Marc Governatori fusionnent au sein de Cap écologie, qui représente l'aile modérée de la coalition avec Génération écologie.

### Écologie politique et décroissance
En 2010, la décroissance est source de division chez les écologistes. Elle est défendue par Yves Cochet ou Cécile Duflot, mais non par Nicolas Hulot, Yann Arthus-Bertrand, Daniel Cohn-Bendit et Dominique Voynet. Les autres partis politiques comme l'UMP critiquent le soutien à la décroissance chez les écologistes.
La décroissance est défendue par Delphine Batho et Sandrine Rousseau lors de la primaire de l'écologie de 2021.

### Écologie politique et nucléaire
Le nucléaire peut être source de divisions chez les écologistes,.